# Transports en commun d'Aurillac
Trans'cab, est le réseau de transport en commun desservant 25 des communes de la Communauté d'agglomération du bassin d'Aurillac.

## Historique
Au 4 septembre 2017, le réseau se restructure et devient plus lisible.
- La ligne 10 devient la ligne 1 reliant le L.P. Cortat à Arpajon-sur-Cère.
- Les lignes 20 et 21 deviennent la ligne 2 qui reprend quasiment tous les arrêts de ces deux lignes hormis l'ancien terminus Haras Centre Commercial désormais desservi par la ligne 5.
- Les lignes 30 et 50 fusionnent et deviennent la ligne 3.
- La ligne 40 devient en partie la ligne 4 qui desservira la partie de l'ancienne 40 entre Square Palais de Justice, Biopôle et Alouettes.
- La ligne 5 est une ligne qui relie Square Gambetta et la Z.A. de Conthe

Le service des lignes péri-urbaines sera renommé comme suivant : lignes A, B, C, D, E, F, G, H, I, J, K, L, M.

## Réseau

### Lignes urbaines
| Ligne | Caractéristiques | Caractéristiques                                             | Caractéristiques                                             | Caractéristiques                                             | Caractéristiques                                             | Caractéristiques                                             | Caractéristiques                                             | Caractéristiques                                             | Caractéristiques                                             |
| 1     | L.P. Cortat ⥋ Arpajon Cité du Pont | L.P. Cortat ⥋ Arpajon Cité du Pont                           | L.P. Cortat ⥋ Arpajon Cité du Pont                           | L.P. Cortat ⥋ Arpajon Cité du Pont                           | L.P. Cortat ⥋ Arpajon Cité du Pont                           | L.P. Cortat ⥋ Arpajon Cité du Pont                           | L.P. Cortat ⥋ Arpajon Cité du Pont                           | L.P. Cortat ⥋ Arpajon Cité du Pont                           | L.P. Cortat ⥋ Arpajon Cité du Pont                           |
| ----- | --- | ------------------------------------------------------------ | ------------------------------------------------------------ | ------------------------------------------------------------ | ------------------------------------------------------------ | ------------------------------------------------------------ | ------------------------------------------------------------ | ------------------------------------------------------------ | ------------------------------------------------------------ |
| 1     | Ouverture / Fermeture — / — | Longueur —                                                   | Durée 37 min                                                 | Nb. d’arrêts 42                                              | Matériel Citaro II, IVECO Crossway, IVECO URBANWAY           | Jours de fonctionnement L, Ma, Me, J, V, S                   | Jour / Soir / Nuit / Fêtes O / N / N / N                     | Voy. / an —                                                  | Dépôt —                                                      |
| 1     | Desserte : - Villes et lieux desservis : Aurillac et Arpajon-sur-Cère - Stations et gares desservies : |                                                              |                                                              |                                                              |                                                              |                                                              |                                                              |                                                              |                                                              |
| 1     | Autre : - Arrêts non accessibles aux UFR : — - Particularités : La ligne fonctionne du lundi au samedi, de 6h54 à 19h55. - Date de dernière mise à jour : 26 juillet 2017.                                                                                                |                                                              |                                                              |                                                              |                                                              |                                                              |                                                              |                                                              |                                                              |
| 1     | Dernière actualisation : — |                                                              |                                                              |                                                              |                                                              |                                                              |                                                              |                                                              |                                                              |
| 2     | Square Gambetta ⥋ Marmiers/Marmiers via IFPP | Square Gambetta ⥋ Marmiers/Marmiers via IFPP                 | Square Gambetta ⥋ Marmiers/Marmiers via IFPP                 | Square Gambetta ⥋ Marmiers/Marmiers via IFPP                 | Square Gambetta ⥋ Marmiers/Marmiers via IFPP                 | Square Gambetta ⥋ Marmiers/Marmiers via IFPP                 | Square Gambetta ⥋ Marmiers/Marmiers via IFPP                 | Square Gambetta ⥋ Marmiers/Marmiers via IFPP                 | Square Gambetta ⥋ Marmiers/Marmiers via IFPP                 |
| 2     | Ouverture / Fermeture — / — | Longueur —                                                   | Durée 20 min                                                 | Nb. d’arrêts 18 ou 19                                        | Matériel Citaro II, IVECO Crossway, IVECO URBANWAY           | Jours de fonctionnement L, Ma, Me, J, V, S                   | Jour / Soir / Nuit / Fêtes O / O / N / N                     | Voy. / an —                                                  | Dépôt —                                                      |
| 2     | Desserte : - Villes et lieux desservis : Aurillac - Stations et gares desservies : |                                                              |                                                              |                                                              |                                                              |                                                              |                                                              |                                                              |                                                              |
| 2     | Autre : - Arrêts non accessibles aux UFR : — - Particularités : La ligne fonctionne du lundi au vendredi, en période scolaire de 6h45 à 19h34 et le samedi et du lundi au samedi en vacances scolaires de 6h50 à 19h36. - Date de dernière mise à jour : 26 juillet 2017. |                                                              |                                                              |                                                              |                                                              |                                                              |                                                              |                                                              |                                                              |
| 2     | Dernière actualisation : — |                                                              |                                                              |                                                              |                                                              |                                                              |                                                              |                                                              |                                                              |
| 3     | Cité d'Aron ⥋ Sistrières/Centre Aquatique | Cité d'Aron ⥋ Sistrières/Centre Aquatique                    | Cité d'Aron ⥋ Sistrières/Centre Aquatique                    | Cité d'Aron ⥋ Sistrières/Centre Aquatique                    | Cité d'Aron ⥋ Sistrières/Centre Aquatique                    | Cité d'Aron ⥋ Sistrières/Centre Aquatique                    | Cité d'Aron ⥋ Sistrières/Centre Aquatique                    | Cité d'Aron ⥋ Sistrières/Centre Aquatique                    | Cité d'Aron ⥋ Sistrières/Centre Aquatique                    |
| 3     | Ouverture / Fermeture — / — | Longueur —                                                   | Durée 15 min                                                 | Nb. d’arrêts 18                                              | Matériel Citaro II, IVECO Crossway, IVECO URBANWAY           | Jours de fonctionnement L, Ma, Me, J, V, S                   | Jour / Soir / Nuit / Fêtes O / N / N / N                     | Voy. / an —                                                  | Dépôt —                                                      |
| 3     | Desserte : - Villes et lieux desservis : Aurillac - Stations et gares desservies : |                                                              |                                                              |                                                              |                                                              |                                                              |                                                              |                                                              |                                                              |
| 3     | Autre : - Arrêts non accessibles aux UFR : — - Particularités : La ligne fonctionne du lundi au vendredi en période scolaire de 6h43 à 19h32 et le samedi et du lundi au vendredi en vacances scolaires de 7h à 19h37 - Date de dernière mise à jour : 26 juillet 2017.   |                                                              |                                                              |                                                              |                                                              |                                                              |                                                              |                                                              |                                                              |
| 3     | Dernière actualisation : — |                                                              |                                                              |                                                              |                                                              |                                                              |                                                              |                                                              |                                                              |
| 4     | Circulaire Square Palais de Justice ⥋ via Biopôle, Alouettes | Circulaire Square Palais de Justice ⥋ via Biopôle, Alouettes | Circulaire Square Palais de Justice ⥋ via Biopôle, Alouettes | Circulaire Square Palais de Justice ⥋ via Biopôle, Alouettes | Circulaire Square Palais de Justice ⥋ via Biopôle, Alouettes | Circulaire Square Palais de Justice ⥋ via Biopôle, Alouettes | Circulaire Square Palais de Justice ⥋ via Biopôle, Alouettes | Circulaire Square Palais de Justice ⥋ via Biopôle, Alouettes | Circulaire Square Palais de Justice ⥋ via Biopôle, Alouettes |
| 4     | Ouverture / Fermeture — / — | Longueur —                                                   | Durée 24 min                                                 | Nb. d’arrêts 33                                              | Matériel Citaro IIK                                          | Jours de fonctionnement L, Ma, Me, J, V, S                   | Jour / Soir / Nuit / Fêtes O / N / N / N                     | Voy. / an —                                                  | Dépôt —                                                      |
| 4     | Desserte : - Villes et lieux desservis : Aurillac |                                                              |                                                              |                                                              |                                                              |                                                              |                                                              |                                                              |                                                              |
| 4     | Autre : - Arrêts non accessibles aux UFR : — - Particularités : La ligne fonctionne du lundi au samedi de 7h04 à 19h35. - Date de dernière mise à jour : 26 juillet 2017.                                                                                                 |                                                              |                                                              |                                                              |                                                              |                                                              |                                                              |                                                              |                                                              |
| 4     | Dernière actualisation : — |                                                              |                                                              |                                                              |                                                              |                                                              |                                                              |                                                              |                                                              |
| 5     | Square Gambetta ⥋ Z.A. De Conthe | Square Gambetta ⥋ Z.A. De Conthe                             | Square Gambetta ⥋ Z.A. De Conthe                             | Square Gambetta ⥋ Z.A. De Conthe                             | Square Gambetta ⥋ Z.A. De Conthe                             | Square Gambetta ⥋ Z.A. De Conthe                             | Square Gambetta ⥋ Z.A. De Conthe                             | Square Gambetta ⥋ Z.A. De Conthe                             | Square Gambetta ⥋ Z.A. De Conthe                             |
| 5     | Ouverture / Fermeture — / — | Longueur —                                                   | Durée 12/13 min                                              | Nb. d’arrêts 9 à 10                                          | Matériel Citaro II, IVECO Crossway, IVECO URBANWAY           | Jours de fonctionnement L, Ma, Me, J, V                      | Jour / Soir / Nuit / Fêtes O / N / N / N                     | Voy. / an —                                                  | Dépôt —                                                      |
| 5     | Desserte : - Villes et lieux desservis : Aurillac - Stations et gares desservies : |                                                              |                                                              |                                                              |                                                              |                                                              |                                                              |                                                              |                                                              |
| 5     | Autre : - Arrêts non accessibles aux UFR : — - Particularités : La ligne fonctionne du lundi au vendredi toute l'année de 7h15 à 18h18. - Date de dernière mise à jour : 26 juillet 2017.                                                                                 |                                                              |                                                              |                                                              |                                                              |                                                              |                                                              |                                                              |                                                              |
| 5     | Dernière actualisation : — |                                                              |                                                              |                                                              |                                                              |                                                              |                                                              |                                                              |                                                              |
| 6     | Square Gambetta ⥋ ESBAN via Pôle Mobilités | Square Gambetta ⥋ ESBAN via Pôle Mobilités                   | Square Gambetta ⥋ ESBAN via Pôle Mobilités                   | Square Gambetta ⥋ ESBAN via Pôle Mobilités                   | Square Gambetta ⥋ ESBAN via Pôle Mobilités                   | Square Gambetta ⥋ ESBAN via Pôle Mobilités                   | Square Gambetta ⥋ ESBAN via Pôle Mobilités                   | Square Gambetta ⥋ ESBAN via Pôle Mobilités                   | Square Gambetta ⥋ ESBAN via Pôle Mobilités                   |
| 6     | Ouverture / Fermeture — / — | Longueur —                                                   | Durée 20 min                                                 | Nb. d’arrêts —                                               | Matériel IVECO Crossway                                      | Jours de fonctionnement L, Ma, Me, J, V, S                   | Jour / Soir / Nuit / Fêtes O / — / — / —                     | Voy. / an —                                                  | Dépôt —                                                      |
| 6     | Desserte : Aurillac |                                                              |                                                              |                                                              |                                                              |                                                              |                                                              |                                                              |                                                              |
| 6     | Autre : |                                                              |                                                              |                                                              |                                                              |                                                              |                                                              |                                                              |                                                              |
| 6     | Dernière actualisation : — |                                                              |                                                              |                                                              |                                                              |                                                              |                                                              |                                                              |                                                              |

### Navette
| Ligne   | Caractéristiques | Caractéristiques                                               | Caractéristiques                                               | Caractéristiques                                               | Caractéristiques                                               | Caractéristiques                                               | Caractéristiques                                               | Caractéristiques                                               | Caractéristiques                                               |
| Navette | Aurillac — Parking relais - Place du 8 mai ⥋ Aurillac - Square | Aurillac — Parking relais - Place du 8 mai ⥋ Aurillac - Square | Aurillac — Parking relais - Place du 8 mai ⥋ Aurillac - Square | Aurillac — Parking relais - Place du 8 mai ⥋ Aurillac - Square | Aurillac — Parking relais - Place du 8 mai ⥋ Aurillac - Square | Aurillac — Parking relais - Place du 8 mai ⥋ Aurillac - Square | Aurillac — Parking relais - Place du 8 mai ⥋ Aurillac - Square | Aurillac — Parking relais - Place du 8 mai ⥋ Aurillac - Square | Aurillac — Parking relais - Place du 8 mai ⥋ Aurillac - Square |
| ------- | --- | -------------------------------------------------------------- | -------------------------------------------------------------- | -------------------------------------------------------------- | -------------------------------------------------------------- | -------------------------------------------------------------- | -------------------------------------------------------------- | -------------------------------------------------------------- | -------------------------------------------------------------- |
| Navette | Ouverture / Fermeture 4 septembre 2017 / — | Longueur —                                                     | Durée ~ 10 min                                                 | Nb. d’arrêts 2                                                 | Matériel Minibus                                               | Jours de fonctionnement L, Ma, Me, J, V, S                     | Jour / Soir / Nuit / Fêtes O / N / N / N                       | Voy. / an —                                                    | Exploitant Stabus                                              |
| Navette | Desserte : - Villes et lieux desservis : Aurillac (Parking relais - Place du 8 mai, Centre-ville) - Gares desservies : Aucune |                                                                |                                                                |                                                                |                                                                |                                                                |                                                                |                                                                |                                                                |
| Navette | Autre : - Arrêts non accessibles PMR : - Particularités : Une fréquence de 10 minutes du lundi au vendredi de 7h30 à 19h20, et de 15 minutes le samedi de 8h30 à 12h15 et 14 h à 18 h - Date de dernière mise à jour : 9 septembre 2018. |                                                                |                                                                |                                                                |                                                                |                                                                |                                                                |                                                                |                                                                |
| Navette | Dernière actualisation : — |                                                                |                                                                |                                                                |                                                                |                                                                |                                                                |                                                                |                                                                |

### Lignes périurbaines
16 lignes assurent le service périurbain en desservant les 25 communes de l'agglomération.
Les lignes 60 et 70 faisant partie du réseau urbain mais ne circulent que pendant la période scolaires, aux heures de ramassage scolaire et desservent les écoles, collèges et lycées, et les lignes A, B, C, D, E, F, FC, G, H, I, J, K, L, M qui assurent le service périurbain.

### Lignes scolaires
19 circuits scolaires gérés par la Communauté d'agglomération du bassin d'Aurillac.

### Ligne spécifique
| Ligne     | Caractéristiques | Caractéristiques                         | Caractéristiques                         | Caractéristiques                         | Caractéristiques                         | Caractéristiques                         | Caractéristiques                         | Caractéristiques                         | Caractéristiques                         |
| Bus Train | Aurillac — Gare SNCF ⥋ Aurillac - Lycées | Aurillac — Gare SNCF ⥋ Aurillac - Lycées | Aurillac — Gare SNCF ⥋ Aurillac - Lycées | Aurillac — Gare SNCF ⥋ Aurillac - Lycées | Aurillac — Gare SNCF ⥋ Aurillac - Lycées | Aurillac — Gare SNCF ⥋ Aurillac - Lycées | Aurillac — Gare SNCF ⥋ Aurillac - Lycées | Aurillac — Gare SNCF ⥋ Aurillac - Lycées | Aurillac — Gare SNCF ⥋ Aurillac - Lycées |
| --------- | --- | ---------------------------------------- | ---------------------------------------- | ---------------------------------------- | ---------------------------------------- | ---------------------------------------- | ---------------------------------------- | ---------------------------------------- | ---------------------------------------- |
| Bus Train | Ouverture / Fermeture 2 septembre 2018 / — | Longueur —                               | Durée ~ min                              | Nb. d’arrêts —                           | Matériel Midibus                         | Jours de fonctionnement D                | Jour / Soir / Nuit / Fêtes N / O / N / O | Voy. / an —                              | Exploitant Stabus                        |
| Bus Train | Desserte : - Villes et lieux desservis : Aurillac (Gare SNCF, Faculté, Lycées) - Gares desservies : Gare d'Aurillac |                                          |                                          |                                          |                                          |                                          |                                          |                                          |                                          |
| Bus Train | Autre : - Arrêts non accessibles PMR : - Particularités : Ligne fonctionnant les dimanches en période scolaire et veille de rentrée avec 5 départs entre 19h30 et 22h45. - Date de dernière mise à jour : 9 septembre 2018. |                                          |                                          |                                          |                                          |                                          |                                          |                                          |                                          |
| Bus Train | Dernière actualisation : — |                                          |                                          |                                          |                                          |                                          |                                          |                                          |                                          |

## Exploitation
19 bus et 4 minibus  roulent sur le réseau.